# Afrosternophorus fallax
Afrosternophorus fallax es una especie de arácnido del orden Pseudoscorpionida de la familia Sternophoridae.

## Distribución geográfica
Se encuentra en Vietnam.